# フランク・J・ウィルスン
フランク・J・ウィルスン（Frank J. Wilson、1887年 - 1970年6月22日）はアメリカ合衆国内国歳入庁の職員でアル・カポネの脱税裁判で重要な仕事をした人物。
エルマー・アイリー (en) からアル・カポネの課税対象の調査員に選ばれる。それ以前にカポネほど大物ではない闇酒業者たちのごまかしを摘発している。
アル・カポネの調査では、まずシセロに足を運び、賭博場、もぐり酒場、売春宿などを調べたが、証拠は入手できなかった。ウィルスンは新聞記事や密告者から無数の手がかりを入手したが、ほとんどが空振りに終わった。カポネは銀行に預金口座を一切開設しなかったし、小切手にサインもしなかったので捜査はなかなか進まなかった。あまり知られていないがカポネは意外に用心深かった。
調査しているときに、カポネの部下に尾行され命を狙われることになったが、仲間からその情報を知らされてうまく逃げた。
なかなかカポネの脱税に対する証拠がつかめなかったが、1931年にフロリダでカポネ組の出納係のレスリー・シャムウェイを捕まえた。彼は捜査官の目をごまかすために、2つの筆跡を使い分けていたが、ウィルスンはそれを見抜いていた。この証拠を突きつけてもシャムウェイはカポネなんて知らないと否定した。そこでウィルスンはシャムウェイに「連邦政府が君を見つけたことを、ギャングが知れば彼らは、君を暗殺しようとするだろう」と脅しをかけた。そして生命の保証を約束し、シャムウェイからカポネ組の賭博事業と帳簿の記載事項の詳細を聞き出すことに成功した。ここから捜査は急速に進んだ。
ウィルスンはカポネの莫大な収入を明るみに出し、その証拠はカポネの脱税をめぐる1931年の裁判で重要な役割を果たした。
1936年にシークレットサービスのトップになった。1947年のリタイア前には、偽札の摘発について全国的な訓練プログラムを適用し大きな効果を挙げた。